# Estatuto de Autonomía de Castilla y León
El Estatuto de Autonomía de Castilla y León es la norma institucional básica de la comunidad autónoma de Castilla y León, España.
La Ley Orgánica 4/1983, de 25 de febrero, de Estatuto de Autonomía de Castilla y León fue aprobada por las Cortes Generales el 25 de febrero de 1983. A diferencia de otros territorios de España, el estatuto no ha sido refrendado para su ratificación por parte de los ciudadanos de la comunidad autónoma ni en su forma original ni en sus posteriores reformas, a excepción de en la provincia de Segovia, donde en 1981 casi el 90 % de los ayuntamientos votaron en contra de la formación de la autonomía castellano-leonesa.
El actual Estatuto de Autonomía de Castilla y León consta de preámbulo, 1 título preliminar y 7 títulos (con 91 artículos), 3 disposiciones adicionales, 3 disposiciones transitorias, una disposición derogatoria y una disposición final.

## Elaboración del Estatuto de Autonomía de Castilla y León
La redacción del Estatuto de Autonomía de Castilla y León se hizo en referencia a:
- Decreto de 8 de febrero de 1946 por el que se aprueba la nueva redacción oficial de la Ley Hipotecaria.
- Real Decreto-ley 20/1977, de 18 de marzo, sobre Normas Electorales.
- Ley Orgánica 2/1979, de 3 de octubre, del Tribunal Constitucional.
- Ley Orgánica 1/1980, de 10 de enero, del Consejo General del Poder Judicial.
- Ley 4/1980, de 10 de enero, de Estatuto de la Radio y la Televisión.
- Ley Orgánica 8/1980, de 22 de septiembre, de Financiación de las Comunidades Autónomas.
- Real Decreto 2968/1980, de 12 de diciembre, por el que se modifica el funcionamiento y composición de las Comisiones Mixtas de Transferencias de los Entes preautonómicos.
- Orden de 25 de marzo de 1981 por la que se crean Comisiones Mixtas de Transferencias de los Entes Preautonómicos.

### Régimen preautonómico
Por Real Decreto-ley 20/1978, de 13 de junio, por el que se aprueba el régimen preautonómico para Castilla y León no se establece un ámbito territorial claramente determinado y delimitado como en los demás. En un primer momento define un ámbito potencial de la actuación de la Institución Preautonómica sobre la base de las nueve provincias que actualmente conforman la Comunidad a las que se unen La Rioja y Cantabria. La decisión de constituir una comunidad autónoma no es sin embargo todavía definitiva en este momento como se observa en el artículo 2 del Real Decreto Ley, que dice: 
"El Consejo General de Castilla y de León tiene personalidad jurídica plena en orden a la realización de los fines que se le encomiendan, en base a la organización de las provincias de Ávila, Burgos, León, Logroño, Palencia, Salamanca, Santander, Segovia, Soria, Valladolid y Zamora. En todo caso ello no prejuzga la futura organización de las once provincias bajo alguna de las modalidades que la Constitución establezca."
Por Acuerdo del Pleno del Consejo General de Castilla y León, de 26 de octubre de 1979, se ejercita la iniciativa autonómica en Castilla y León por la vía del Artículo 143 de la Constitución. No obstante, se alcanza asimismo un acuerdo de todas las fuerzas políticas de carácter provincial de Santander y Logroño con representación parlamentaria para acceder a la autonomía uniprovincial de las comunidades autónomas de La Rioja y Cantabria, que finalmente no se incorporaron a la Comunidad de Castilla y León.
La Disposición Transitoria Séptima del Estatuto de Autonomía de Castilla y León en su redacción original regulaba la incorporación de provincias limítrofes a la Comunidad de Castilla y León, si bien esta provisión no terminó llevándose a efecto.

### Elaboración del Proyecto de Estatuto y Aprobación
La Asamblea de Diputados Nacionales, Senadores y miembros de las Diputaciones Provinciales, en su sesión de 7 de julio de 1982, aprueba el Proyecto de Estatuto de Autonomía de Castilla y León, que es publicado en el Boletín Oficial de las Cortes Generales, de 24 de julio de 1982.
No obstante, el Proyecto se encontraba en fase de Dictamen de la Comisión Constitucional del Congreso de los Diputados cuando se aprueba el Real Decreto 2057/1982, de 27 de agosto, de disolución de las Cortes Generales y fijación de la fecha de las elecciones.
Por Acuerdo de la Mesa del Congreso de los Diputados, publicado en el Boletín Oficial de las Cortes Generales, de 3 de diciembre de 1982, se vuelve a tener por presentado el Proyecto.
Durante su tramitación parlamentaria cabe destacar, por su importancia en la configuración territorial, lo manifestado en el Informe de la Ponencia (Boletín Oficial de las Cortes Generales):
"Con carácter previo al estudio de las enmiendas, debe quedar constancia en el Informe de la manifestación de los representantes del Grupo Parlamentario Popular sobre diversos aspectos del proceso autonómico en la futura comunidad autónoma de Castilla y León. Los representantes del Grupo Parlamentario Popular piden que figuren expresamente las siguientes consideraciones:
1.ª El apoyo del Grupo Parlamentario Popular a la petición de los Diputados señores Fraile Poujade y Gila González sobre la provincia de Segovia.
2.ª Los representantes en la Ponencia del Grupo Parlamentario Popular entienden que los acuerdos de la Diputación de León y de los Ayuntamientos de la provincia de Burgos en el sentido de reconsiderar la iniciación del proceso autonómico, debe llevar consigo la suspensión de los trámites parlamentarios del Estatuto de Autonomía de Castilla y León.
Hechas estas manifestaciones, los ponentes que representan al Grupo Parlamentario Socialista dejan expresa constancia de su opinión contraria a lo manifestado por los representantes del Grupo Parlamentario Popular y de que el interés de la región exige la continuación de los trámites parlamentarios del Estatuto de Autonomía de la Comunidad de Castilla y León."
La aprobación final se produce por Ley Orgánica 4/1983, de 25 de febrero, de Estatuto de Autonomía de Castilla y León, y aprobación por motivos de interés nacional de la Ley Orgánica 5/1983, de 1 de marzo, por la que se aplica el artículo 144, c), de la Constitución a la Provincia de Segovia.
El Estatuto de Castilla y León fue el último en aprobarse de todos los Estatutos de las comunidades autónomas españolas.

### Recursos de inconstitucionalidad
Podemos destacar tres Sentencias que se dictan al hilo de recursos de inconstitucionalidad contra algunos de sus preceptos:
- Sentencia del Tribunal Constitucional 89/1984, de 28 de septiembre (BOE 261). Se resuelve un recurso de inconstitucionalidad interpuesto por 54 senadores que esgrimen la inconstitucionalidad del Estatuto al haber incumplido el artículo 146 de la Constitución, relativo a la legitimidad para promover el proceso autonómico. Ello se debía, a juicio de los recurrentes, a que la Diputación Provincial de León había retirado su consentimiento a formar parte de la nueva comunidad autónoma, a pesar de lo cual la Ley Orgánica 4/1983 había incluido esta provincia dentro del ámbito territorial de Castilla y León. El Alto Tribunal desestima el recurso alegando que el requisito de legitimación debía darse en el momento inicial del proceso de constitución de la autonomía, por lo que la retirada de la iniciativa, una vez había comenzado a ser tramitada por las Cortes Generales, no implicaba necesariamente un cambio en el mapa de la región.

- Sentencia del Tribunal Constitucional 100/1984, de 8 de noviembre (BOE 285). El recurso de inconstitucionalidad se dirige contra la inclusión de Segovia en la comunidad autónoma de Castilla y León ya que estiman que la forma de inclusión de esta provincia incumple lo dispuesto en el artículo 144. Ello se debe a que el 31 de julio la Diputación Provincial de Segovia había acordado impulsar su constitución como Comunidad uniprovincial debido a que 179 municipios que representaban el 87,7% de lo totales y el 56,69% de su población censada solicitaron su creación. El Tribunal Constitucional resuelve desestimando el recurso al considerar válido el proceso de adhesión a la nueva autonomía.

- Sentencia del Tribunal Constitucional 99/1986, de 11 de julio (BOE 175). La Sentencia resuelve dos recursos de inconstitucionalidad promovidos por el Gobierno Vasco y el Parlamento Vasco contra el precepto del Estatuto de Autonomía que regula la posible adhesión del Condado de Treviño a la provincia de Álava y, por lo tanto, al País Vasco. En concreto, se exige una mayoría de dos terceras partes de los componentes de los Ayuntamientos interesados y parecer favorable de la Junta de Castilla y León. Por el contrario, la Ley Orgánica 3/1979, de Estatuto de Autonomía del País Vasco, exigía tan solo la mayoría simple del Ayuntamiento e informe preceptivo, que no vinculante, de la Junta de Castilla y León. El Tribunal Constitucional de nuevo se pronuncia a favor de la constitucionalidad del Estatuto al concluir que la regulación del procedimiento de segregación del Condado de Treviño correspondía realizarla al Estatuto de Castilla y León y no al del País Vasco.

### Reformas

#### Ley Orgánica 11/1994
- Artículo 24. Otras competencias.
- Artículo 26. Competencias exclusivas.
- Artículo 27. Competencias de desarrollo normativo y de ejecución.
- Artículo 27 bis. Competencias sobre educación.
- Artículo 28. Competencias de ejecución.
- Artículo 29. Asunción de nuevas competencias.

#### Ley Orgánica 4/1999
- Supresión de la limitación de los periodos ordinarios de Sesiones a 120 días al año, por lo que se establece, al igual que en las Cámaras Legislativas, dos periodos de Sesiones.
- Se incluye la Iniciativa Legislativa Popular y de los Ayuntamientos.
- Inclusión de nuevas facultades del Presidente de la Junta de Castilla y León:
  - Cuestión de Confianza.
  - Disolución anticipada de las Cortes.
  - Supresión de la limitación del número de Consejerías.
- Creación de Instituciones Autonómicas:
  - Procurador del Común de Castilla y León.
  - Consejo Consultivo de Castilla y León.
  - Consejo de Cuentas de Castilla y León.

#### Ley Orgánica 14/2007
- Define a Castilla y León como una "comunidad histórica y cultural reconocida" que tiene su origen en los antiguos Reino de León y Reino de Castilla, y que se constituye en comunidad autónoma en el marco de la Constitución y del presente Estatuto de Autonomía. El artículo 5 dispone que la lengua castellana y el resto del patrimonio lingüístico de la Comunidad son objeto de especial protección y apoyo. Se da con ello un reconocimiento no solo al idioma castellano como lengua común, sino al idioma leonés, cuya especial protección será objeto de regulación, y al idioma gallego, protegido en los lugares en que habitualmente se utilice.
- Una importante novedad es el Título I, de nueva factura, que bajo la denominación Derechos y principios rectores incluye un catálogo de derechos de los castellanoleoneses,derechos de participación en los asuntos públicos y derechos de naturaleza social que vinculan a los poderes públicos de la Comunidad. Además, define los principios rectores que han de orientar las políticas públicas de la Castilla y León y da cuerpo jurídico a la idea de un Estatuto de Autonomía no sólo como norma institucional básica sino como garante de los derechos y principios ahora reconocidos. Al respecto, hay que mencionar las novedades introducidas en la regulación estatutaria del procurador del Común de Castilla y León. Además del cambio de su ubicación sistemática en el texto, la principal modificación introducida por el mencionado artículo es la relativa al ámbito de actuación de la Institución, ya que describe su labor de protección y defensa más allá de los derechos fundamentales de los ciudadanos que antes contemplaba, extendiéndola ahora a todos los derechos constitucionales y a los derechos y principios reconocidos en el Estatuto. Dentro de este apartado habría que destacar la consagración que hace el Estatuto del diálogo social como uno de los principios rectores de la acción política del Gobierno de la Comunidad. Se prevé la creación del denominado Consejo del Diálogo Social, con el fin de institucionalizar la colaboración de la Junta con los agentes sociales.
- El Título II, ahora denominado Instituciones de autogobierno de la Comunidad, regula de forma más completa los mecanismos básicos del régimen parlamentario (Cortes, Presidente y Junta) e introduce un nuevo capítulo, dedicado al Poder Judicial en la Comunidad. Este capítulo abre el camino a la una futura transferencia de competencias en materia de justicia y, en concreto, su art. 42 posibilita la creación por ley del Consejo de Justicia de Castilla y León.
- También de nueva factura es el Titulo III, que regula la organización territorial y donde se describe un marco general para el desarrollo de la autonomía de los municipios, provincias y demás entes locales. En este sentido, el Estatuto introduce una reforma municipalista que propone un impulso de la autonomía local, mediante la transferencia y delegación de competencias de la Comunidad a los Ayuntamientos, Diputaciones y otros entes locales, ejercicio condicionado a la participación de éstos en los ingresos de la Comunidad. El artículo 46 después de definir a las comarcas, reconoce la pluralidad y singularidad de sus territorios, entre los que se encuentran realidades como la comarca del Bierzo. Por su parte, el artículo 51 dispone la creación del Consejo de Cooperación Local de Castilla y León, órgano de cooperación entre la administración regional y local , que permitirá a las entidades locales participar en la toma de decisiones del gobierno autonómico.
- El Título IV, también de nueva incorporación, regula con mayor precisión las relaciones de cooperación con el Estado y con las demás comunidades autónomas, relaciones presididas por el principio de solidaridad y lealtad institucional. Al respecto, el artículo 59 contempla la creación de la Comisión de Cooperación entre la Comunidad de Castilla y León y el Estado, organismo de composición paritaria y que se configura como el marco general de cooperación entre ambas partes. Además, se prevé la creación de mecanismos de relación de Castilla y León con las instituciones y órganos de la Unión Europea y de participación activa en todas aquellas cuestiones de la política europea del Estado que afecte a las competencias e intereses de la comunidad autónoma.
- El Titulo V adapta el nivel competencial de la Comunidad ampliándolo y perfilando con mayor precisión algunas de las materias más sensibles como la educación, la sanidad, la seguridad pública y la gestión del agua. Dentro de las nuevas competencias asumidas, destacan la posibilidad de crear una policía autonómica (art. 72) y las relacionadas con una ampliación de la responsabilidad de la Junta en la gestión de las aguas del Duero.[2] La redacción del artículo 75 habla de competencia exclusiva cuando las aguas discurran íntegramente dentro del territorio de Castilla y León, en materia de proyectos, construcción y explotación de los aprovechamientos hidráulicos. Además, deberá emitir un informe preceptivo sobre cualquier decisión estatal que implique transferencia de aguas fuera del territorio de la Comunidad. En relación con la asunción de nuevas competencias y con los diversos debates de reforma estatutaria producidos consideramos de interés destacar el artículo 77.3, el cual dispone que las Cortes y la Junta de Castilla y León velarán porque el nivel de autogobierno establecido en el presente Estatuto sea actualizado en términos de igualdad respecto de las demás comunidades autónomas.
- El Estatuto consagra que la comunidad autónoma dispondrá de los recursos suficientes para atender de forma estable y permanente la gestión y el desarrollo de sus competencias. Incluye que el sistema de financiación autonómica deberá ponderar los factores de extensión territorial, dispersión, baja densidad y envejecimiento de la población de Castilla y León. Aunque no le da nombre, el Estatuto reserva la posibilidad de crear un organismo para la gestión de tributos propios y cedidos (art. 86.3).

## Desarrollo legislativo
- Real Decreto 1956/1983, de 29 de junio, por el que se aprueban las normas de traspaso de funciones y servicios del Estado a la Comunidad Autónoma de Castilla y León, y funcionamiento de la Comisión mixta prevista en la disposición transitoria tercera de su Estatuto de Autonomía.
- Ley 1/1983, de 29 de julio, del Gobierno y de la Administración de Castilla y León.
  - Derogada por el Decreto legislativo 1/1988, de 21 de julio, por el que se aprueba el texto refundido de la Ley del Gobierno y de la Administración de Castilla y León.
    - Derogado por la Ley 3/2001, de 3 de julio, del Gobierno y de la Administración de la Comunidad de Castilla y León.

- Ley 6/1986, de 6 de junio, reguladora de las relaciones entre la Comunidad de Castilla y León y las Entidades Locales.
  - Derogada por la Ley 1/1998, de 4 de junio, de Régimen Local de Castilla y León.

- Ley 3/1987, de 30 de marzo, Electoral de Castilla y León.
- Ley 7/1987, de 8 de mayo, por la que se regula el procedimiento de designación de Senadores representantes de la Comunidad de Castilla y León.
- Ley 13/1987, de 29 de diciembre, por la que se determina la sede de las Instituciones de Autogobierno de Castilla y León.
- Ley 14/1987, de 29 de diciembre, por la que se determina la sede del Tribunal Superior de Justicia de Castilla y León.
- Ley 3/1989, de 13 de abril, por la que se determina la capitalidad de los partidos judiciales en la Comunidad de Castilla y León.
- Ley 2/1994, de 9 de marzo, del Procurador del Común de Castilla y León.
- Ley 1/1996, de 27 de marzo, reguladora de la cuestión de confianza y de la facultad del Presidente de la Junta de disolución de las Cortes de Castilla y León.
- Ley 4/2001, de 4 de julio, reguladora de la Iniciativa Legislativa Popular y de los Ayuntamientos de Castilla y León.
- Ley 1/2002, de 9 de abril, reguladora del Consejo Consultivo de Castilla y León.
- Ley 2/2002, de 9 de abril, reguladora del Consejo de Cuentas de Castilla y León.
- Ley 12/2005, de 27 de diciembre, reguladora del Estatuto de los ex Presidentes de la Junta de Castilla y León.
- Ley 2/2006, de 3 de mayo, de la Hacienda y del Sector Público de la Comunidad de Castilla y León.
- Ley 8/2008, de 16 de octubre, para la creación del Consejo del Diálogo Social y regulación de la participación institucional.
- Decreto Legislativo 1/2008, de 25 de septiembre, por el que se aprueba el Texto Refundido de las Disposiciones Legales de la Comunidad de Castilla y León en materia de Tributos cedidos por el Estado.